# Guillermo Cano Isaza
Guillermo Cano Isaza (12. srpna 1925 Bogotá – 17. prosince 1986 tamtéž) byl kolumbijský novinář. Od roku 1952 pracoval v deníku El Espectador, který v roce 1887 založil jeho příbuzný Fidel Cano Gutiérrez.
Publikoval řadu článků, v nichž zkoumal příjmy politika Pablo Escobara a odhalil jeho napojení na obchod s drogami. Byl proto 17. prosince 1986 v sedm hodin večer zastřelen najatými útočníky před budovou redakce El Espectadoru v Bogotě.
V roce 1995 byli odsouzeni za účast na jeho vraždě María Ofelia Saldarriaga, Pablo Enrique Zamora, Carlos Martínez Hernández a Luis Carlos Molina Yepes. Následujícího roku však byli tři ze čtyř pachatelů vyšší soudní instancí osvobozeni, ve vězení skončil jen Luis Carlos Molina Yepes, ani on si však neodpykal celý trest. Soud přiznal Zamorovi odškodné 500 000 dolarů za křivé obvinění.
Guillermo Cana Isaza se stal symbolem novinářů pracujících v ohrožení a v roce 1997 po něm UNESCO pojmenovalo cenu pro bojovníky za svobodu tisku, udělovanou každoročně 3. května.